# جهاز الأمن السياسي (اليمن)
جهاز الأمن السياسي هو جهاز الاستخبارات الداخلي اليمني، وأنشئ بقرار 121 لعام 1992 تحت مسمى الجهاز المركزي للأمن السياسي. وصلاحياته الخاصة بالاعتقال والاحتجاز مشتقة من هذا القرار وليس بموجب أي قانون آخر، ومراكز الاحتجاز الخاصة به ليست من مراكز الاحتجاز الرسمية، كما هو وارد في الدستور اليمني. وجهاز الأمن السياسي مسؤول بشكل مباشر من الرئيس. ويبدو أن الأمن السياسي مسؤول بالأساس عن اعتقال الزعامات والمنظمين المشتبهين للحراك الجنوبي والمعارضة، وكذلك المثقفين وغيرهم من كبار الشخصيات المعارضة الذين يتجاوز تأثيرهم المستوى المحلي.
يرأس الجهاز حاليا اللواء عبده محمد الحذيفي الذي تم تعينة في 1 ديسمبر 2015م  خلفاً للواء جلال الرويشان الذي تم اعفاه من رئاسة جهاز الأمن السياسي وتعينة سفيرا في الخارجية اليمنية.، كان الأمن السياسي هو جهاز المخابرات الوحيد في اليمن حتى عام 2002 عندما انشأ الرئيس صالح جهاز الامن القومي اليمني الذي يتبع الرئاسة مباشرة.

## الاغتيالات التي تعرض لها منتسبين الجهاز
منذ مطلع 2012 زادت حدة الاغتيالات التي يتعرض لها ضباط الأمن السياسي في اليمن وخلال عام 2012 تم اغتيال ما يقارب 60 ضابطاً من الأمن السياسي، وتتهم الحكومة غالباً مسلحي القاعدة بالوقوف وراء هذه الاغتيالات. كان من أبرزهم العقيد محمد يحيى القدمي، وعدد آخر من أكفأ الضباط.

## القادة
- غالب القمش (1992 - 7 مارس 2014).
- جلال الرويشان (7 مارس - 7 نوفمبر 2014).
- حمود الصوفي (7 نوفمبر 2014 - ديسمبر 2015).
- عبده محمد الحذيفي (ديسمبر 2015 - حتى الآن)[2]